# 長野県上田東高等学校
長野県上田東高等学校（ながのけんうえだひがしこうとうがっこう）は、長野県上田市にある公立高等学校である。
蚕（かいこ）の農家を育成するための学校小県蚕業学校として開校、学制改革の第2段階6・3・3・4制実施による高校発足後も継承していたことでわかるように蚕業授業が主体だったが現校名に改称後普通科主体に移行しまもなく廃止されている。
東（ひがし）という名で地域に親しまれている。
文化祭は「あずま祭」と称し、その名称は校名に由来する。

## 沿革

初代校長・三吉米熊

- 1892年5月10日 - 小県蚕業学校として開校。
- 1901年4月1日 - 県立に移管。長野県甲種小県蚕業学校に改称。
- 1944年12月9日 -  B-29爆撃機の焼夷弾による空襲を受け[1]、校舎が半焼。
- 1946年4月1日 - 長野県上田農業学校と改称する。
- 1947年4月1日 - 長野県上田農業学校併設中学校設立。
- 1948年4月1日 - 長野県小県蚕業高等学校となる。農業科、林業科、蚕業科を置く。定時制課程を併設。塩田、青木、浦里、泉田、傍陽の分校を設置。
- 1950年3月31日 - 併設中学校廃止。
- 1957年3月31日 - 泉田分校を廃止。
- 1960年3月31日 - 青木分校を廃止。
- 1960年4月1日 - 普通科を設置。
- 1961年4月1日 - 校名を長野県上田東高等学校に改称。
- 1963年3月31日 - 蚕業科廃止。開校以来の伝統だった蚕業授業が消滅。
- 1965年3月31日 - 浦里、塩田、傍陽分校を廃止。
- 1966年4月1日 - 家政科を設置。
- 1969年3月31日 - 定時制課程を廃止。
- 1974年3月31日 - 農業科、林業科、家政科を廃止。完全普通校となる。
- 1982年1月 - サッカー部が全国高等学校サッカー選手権大会に初出場。（1回戦:東海大五 0-2）
- 1988年8月 - 野球部が甲子園に出場。（2回戦:広島商 3-4）
- 2012年4月 - 学校創立120周年を迎える。

## 教育目標
- 自由な精神と責任・規律を重んじる態度を養う。
- 平和で民主的な社会をにない、国際社会に生きてゆくために必要な知識と正しい判断力を養う。
- 教育諸活動への主体的な取り組みを通して、自主性・創造性・協調性に富んだ個性豊かな人格の形成をめざす。

## 班活動

### 運動班
- サッカー班（男）
- 野球班（男）
- テニス班
- ソフトテニス班
- 陸上班
- 柔道班
- 卓球班
- バスケットボール班
- 剣道班
- バドミントン班
- バレーボール班
- ソフトボール班（女）
- 水泳班
- 弓道班
- スキー班

### 文化班
- 演劇班
- 合唱班
- 吹奏楽班
- 英語班
- 美術班
- 書道班
- 軽音楽班
- 囲碁・将棋班
- 被服・手芸班
- 食物班
- 茶道班
- 華道班
- JRC班
- 劇画班
- ダンス班

### サッカー班
サッカー班は過去全国高等学校サッカー選手権大会に6回出場しており、すべて1回戦敗退である。1980年代には長野県大会を4連覇した。ユニフォームは緑と紫の縦縞模様である。尚、ここ最近は創造学園や松商学園などの私立高等学校が台頭しており、県大会を突破することができていない。
＜全国高等学校サッカー選手権大会の成績＞
- 1982年：1回戦 0-2 東海大五
- 1983年：1回戦 0-2 大淀
- 1984年：1回戦 0-6 大淀
- 1985年：1回戦 0-4 御影
- 1990年：2回戦 0-3 国見
- 1992年：1回戦 1-2 神戸弘陵

## 著名な出身者
- 山本荘一郎 - 衆議院議員（旧制卒）
- 唐木田藤五郎 - 衆議院議員（旧制卒）
- 鈴木敏文 - セブン&アイ・ホールディングス代表取締役会長・最高経営責任者（CEO）、元日本経済団体連合会副会長、元中央大学理事長
- 月影瞳 - 元宝塚歌劇団雪組・星組トップ娘役
- 丸山智己 - モデル、俳優
- 林恵理 - 女優・タレント
- 高原郁夫 - 元サッカー選手（サッカー日本代表出場選手）
- 山口光國 - 理学療法士（横浜ベイスターズ元フィジカルコーチ）
- 塚田テツヲ - ミュージシャン（せきずい）
- 丸山ゴウ - ミュージシャン（せきずい）
- ライオ田原 - プロスノーボーダー
- 西沢一希 - プロ野球審判員
- 大井俊恵 - ヴァイオリニスト
- 中澤公子-声楽家

## 校章
- 桑の葉3枚を放射状に配置し、中心に高の文字。

## 校歌・応援歌
校歌
作詞 - 土井晩翠 / 作曲 - 岡野貞一

## 生徒会誌
- 生徒会誌「東風」は「こち」ではなく敢えて「とうふう」と読む

## あずま体操
- 技の難易度・美しさ・安定性などを基準にする体操ではなく、誰でもできることにポイントを置いた高校独自の体操

## 最寄駅
- 東日本旅客鉄道（JR東日本） 北陸新幹線・しなの鉄道 しなの鉄道線・上田電鉄 別所線：上田駅